# Buruk Bakul
Buruk Bakul is een bestuurslaag in het regentschap Bengkalis van de provincie Riau, Indonesië. Buruk Bakul telt 927 inwoners (volkstelling 2010).